# Вишакхапатнам (округ)
Вишакхапа́тнам (телугу విశాఖపట్నం జిల్లా; англ. Visakhapatnam) — округ на северо-востоке индийского штата Андхра-Прадеш. Образован в 1936 году. Административный центр — город Вишакхапатнам. Площадь округа — 11 161 км². По данным всеиндийской переписи 2001 года население округа составляло 3 832 336 человек. Уровень грамотности взрослого населения составлял 60 %, что примерно соответствовало среднеиндийскому уровню (59,5 %). Доля городского населения составляла 39,9 %.